# Royal Clarence Hotel

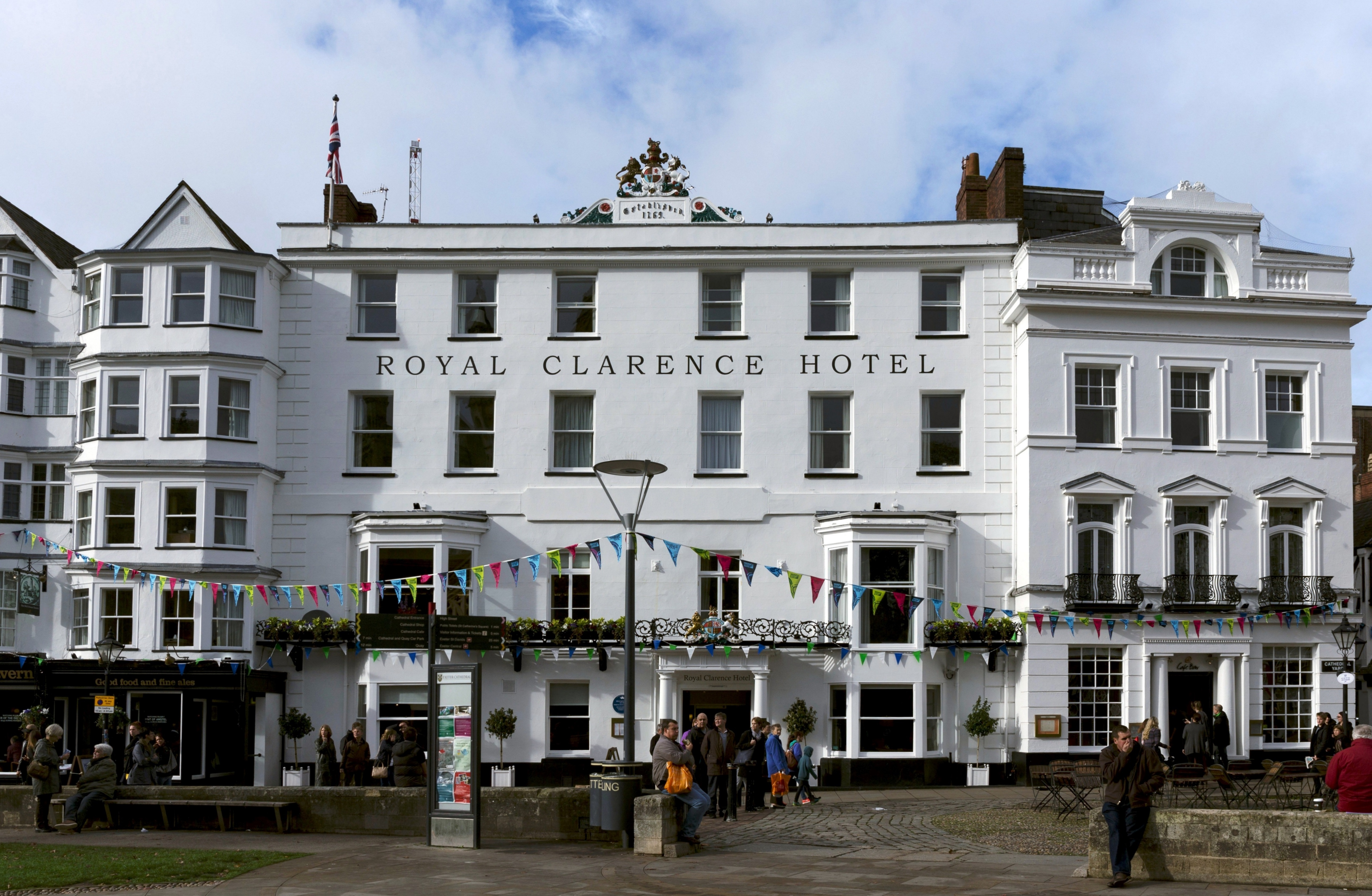
Royal Clarence Hotel (Oktober 2015)

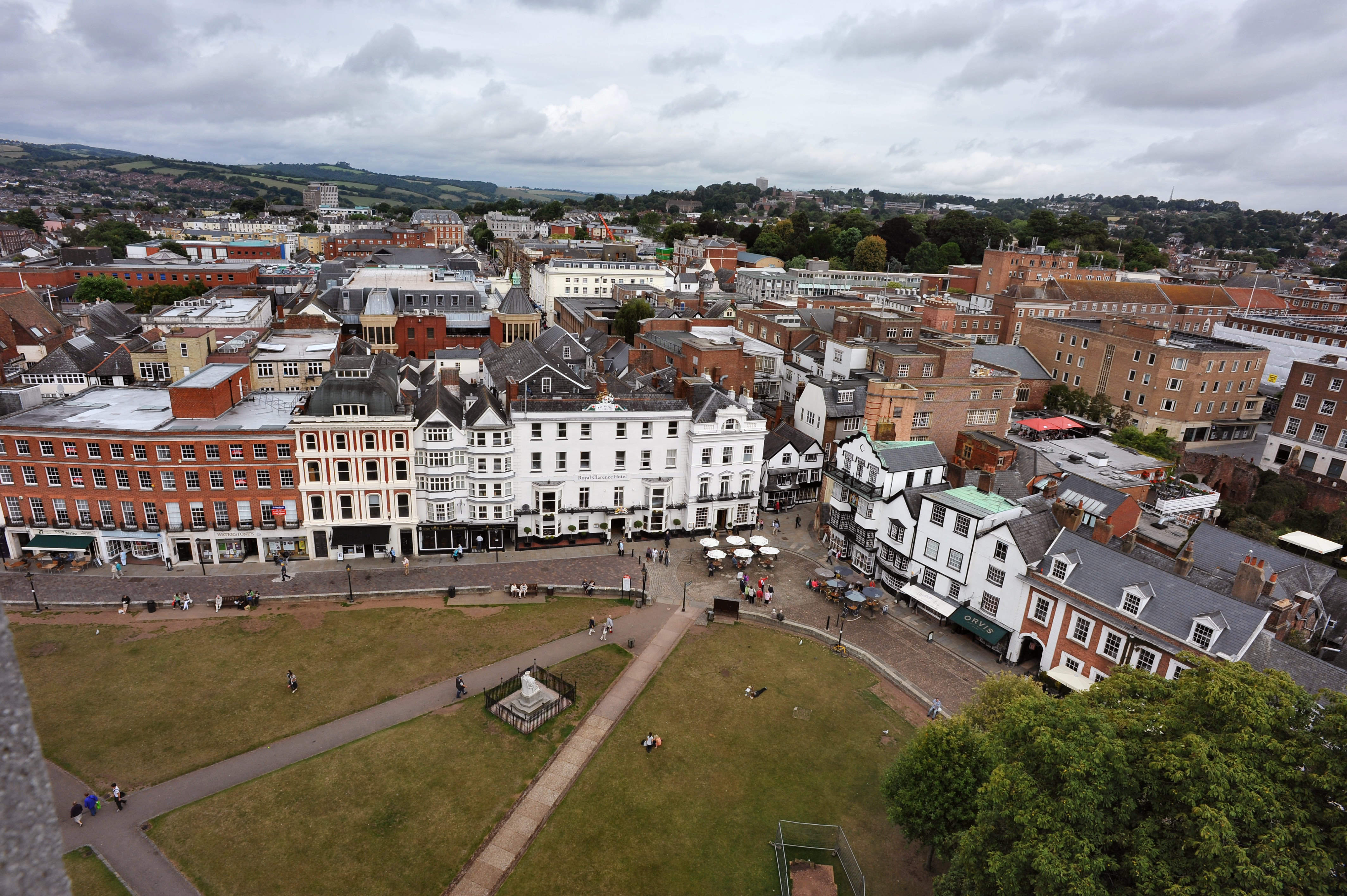
Das Hotel und die umgebenden Gebäude, gesehen vom Dach des Nordturms der Kathedrale (2010)

Das Royal Clarence Hotel ist ein Hotel in der Nähe der Kathedrale St. Peter (Cathedral Close) in Exeter (Devon). Es galt als erste Immobilie Englands, die als Hotel bezeichnet wurde. Seit 2005 wurde das Hotel mit 53 Zimmern als „ABode Exeter“ vermarktet. Das Gebäude wurde durch ein Feuer im Oktober 2016 zerstört. Alle drei beschädigten Gebäude wurden ab 2017 umfassend restauriert.

## Geschichte
Das Hotel wurde 1769 als Assembly Rooms (Gesellschaftsklub) von William Mackworth Praed, einem Sohn von William Mackworth Praed († 1752) erbaut. Gemeinsam mit John Duntze, Joseph Sanders und Daniel Hamilton erbaute er auch das benachbarte Gebäude an der Ecke zur Martin’s Lane, die Exeter Bank, deren Gründungsmitglied er war. Das Hotel bot einen komfortablen Raum zur Austragung von öffentlichen Bällen, Versammlungen, Konzerten und mehr. Im September 1770 veröffentlichte der französische Leiter des Anwesens, Pierre Berton, eine Anzeige, in der das Gebäude als „hôtel“ bezeichnet wurde. Seit 1776 ist es als „The Hotel“ bekannt. Anschließend erhielt es verschiedene Namen, darunter Cadogen Hotel, Thompsons Hotel und Phillips Hotel. Im Jahr 1841 wurde es folgendermaßen beschrieben:

“a large and commodious Inn, with elegant apartments and accommodation for people of the first Quality, with a large assembly-room in which are held the Assize Balls, Concerts and Winter assemblies, of the most distinguished persons of the City and County. In the front is a neat Coffee-room: the situation of the Hotel is very pleasant, as it opens to the Parade, and commands a noble view of the Cathedral”

„ein großes und geräumiges Inn mit eleganten Apartments und Unterkunft für Menschen der Oberschicht mit großem Versammlungsraum, in welchem Assize Bälle, Konzerte und Winter-Versammlungen der ausgewähltesten Persönlichkeiten der Stadt und der Grafschaft ausgetragen werden. Davor befindet sich ein adrettes Kaffeehaus: die Lage des Hotels ist sehr angenehm, geöffnet zur Parade und verfügt über einen vornehmen Blick auf die Kathedrale“

Das Hotel war eine der führenden Herbergen einer Poststation in Exeter. Es wurde 1801 von Horatio Nelson, 1. Viscount Nelson besucht und nach einem Besuch von Adelheid von Sachsen-Meiningen im Juli 1827 in Royal Clarence Hotel umbenannt. Franz Liszt führte gemeinsam mit sechs anderen Musikern am 28. und 29. August 1840 zwei Konzerte im Hotel auf, Eine Blue Plaque am Gebäude, angebracht 2013 durch die Exeter Civic Society, erinnert an dieses Ereignis. Weitere Besucher waren Beatrix Potter im Jahr 1892, Thomas Hardy im Jahr 1915 sowie die Schauspieler Clark Gable und Gary Cooper während des Zweiten Weltkriegs.
Zwischen 2000 und 2015 war der bekannte Küchenchef Michael Caines, der das Unternehmen ABode mit seinem Geschäftspartner Andrew Brownsword gegründet hatte, Mitinhaber und Geschäftsführer des Hotels. Brownsword kaufte das Hotel im Jahr 2003 für 4,5 Millionen Pfund.

### Architektur des Gebäudes

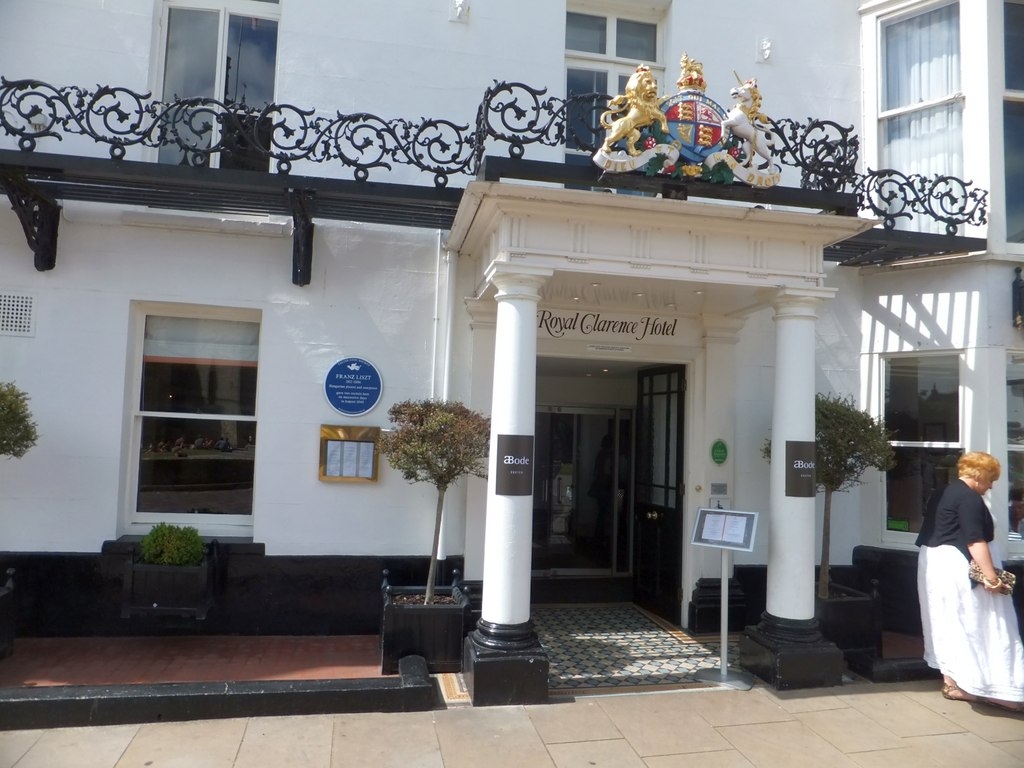
Eingang des Royal Clarence Hotels, 2013

Auf dem Gelände um die Kathedrale herum befanden sich eine Reihe mittelalterlicher Gebäude. Einige Elemente derselben wurden bei späteren Umbauten beibehalten. Die Brandmauer zwischen dem Royal Clarence Hotel und dem nächsten Anwesen enthält Überreste einer zwei Stockwerke hohen Fachwerk-Seitenwand aus dem 15. oder 16. Jahrhundert und gehörte zu einem nicht mehr vorhandenen Gebäude mit einer parallel zur Straße verlaufenden Dachlinie. Das ursprüngliche Gebäude aus dem Jahr 1769 wurde 1827 zeitgleich mit der Einbeziehung des Gebäudes der ehemaligen Exeter Bank teilweise im altägyptischen Stil umgestaltet. Spätere Umbauten veränderten den Innenbereich erheblich; jedoch behielt es sein Fachwerk. 1953 wurde das Gebäude als Grade II und Teil der Gebäude des Cathedral Yards in die Statutory List of Buildings of Special Architectural or Historic Interest aufgenommen.

### Brand im Oktober 2016

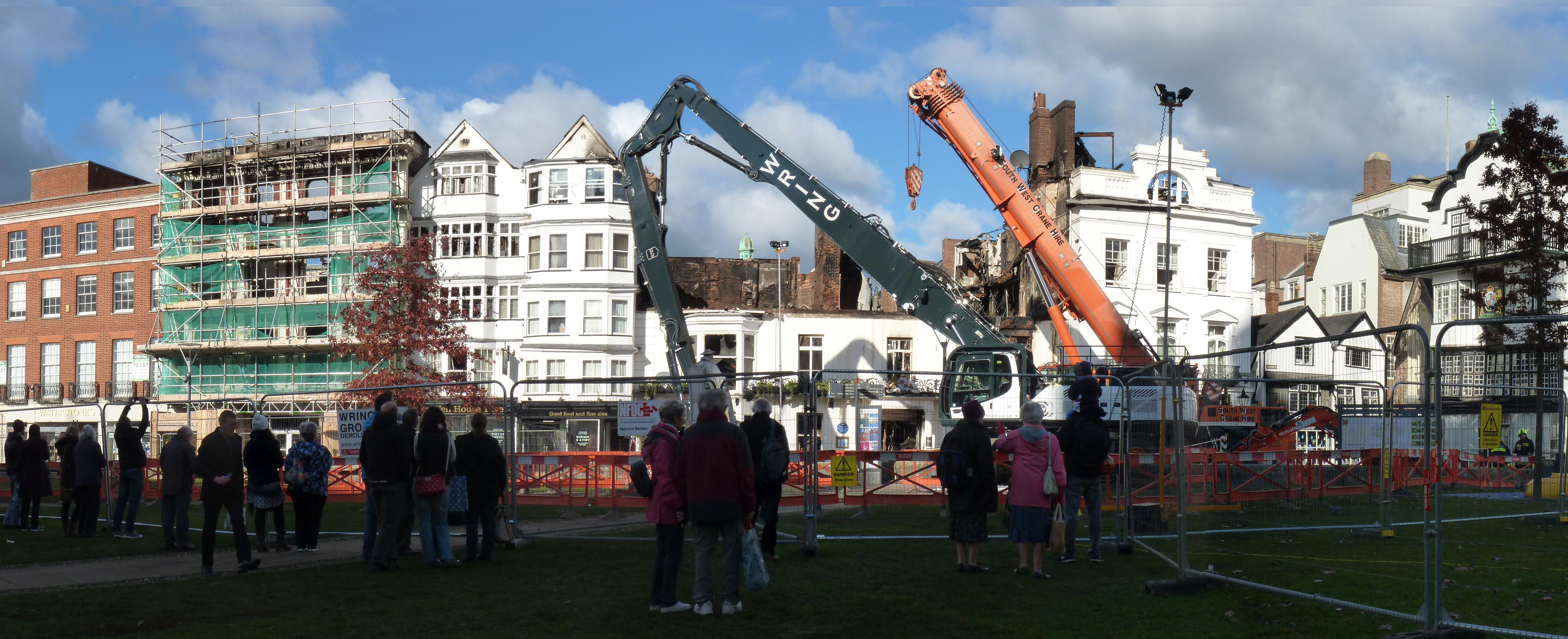
Das Hotel und angrenzende Gebäude nach dem Brand 2016.

Das Gebäude brannte bei einem Feuer, das am 28. Oktober 2016 um 5 Uhr WESZ ausbrach, völlig aus. Das Feuer brach in einem angrenzenden Gebäude aus, das teilweise als Kunstgalerie (Castle Fine Art gallery) genutzt und zu diesem Zeitpunkt zu Luxuswohnungen umgebaut wurde. Die Hotelgäste wurden in das nahegelegene Southgate Hotel evakuiert. Es gab keine Berichte über Verletzte. Am Folgetag stürzten Teile der Fassade des Royal Clarence Hotels zusammen; das Innere des Hotels lag in Schutt und Asche. Nach dem Ende der Begutachtungen und dem Löschen der verbliebenen Glutnester begann am 2. November der Abriss des Gebäudes.
Der Hoteleigentümer Andrew Brownsword sagte am 31. Oktober: „Wir werden alle Anstrengungen unternehmen, das Hotel wiederaufzubauen vor dem Hintergrund seiner Bedeutung und seines Erbes und wir werden es wieder zu einem Gebäude machen, auf das die Stadt Exeter stolz sein wird.“ („We have every intention to rebuild the hotel with enormous sympathy to its importance and heritage, and to make it once again a building that the City of Exeter will be proud of.“)